# Reichenstraße (Füssen)
Die Reichenstraße ist die historische Hauptstraße der Altstadt von Füssen und heute eine Fußgängerzone.

## Lage
Die Reichenstraße verläuft vom Zentrum der Altstadt in gerader Strecke auf einer Länge von circa 245 Metern in ungefähr nördliche Richtung. An ihrem Anfang ist sie zu einem Platz verbreitert und mündet in die Ritterstraße, welche nach Westen zur Kemptener Straße und nach Süden entlang der alten Handelsstraße Richtung Fernpass zur Lechhalde und Theresienbrücke führt.
In die Reichenstraße münden im Westen die Jesuitergasse und im Osten die Schrannengasse. An ihrem nördlichen Ende kreuzt sie sich mit dem Prinzregentenplatz, dem Kaiser-Maximilian-Platz und der Augsburger Straße. Letztere ist eine Ausfallstraße in nördlicher Verlängerung der Reichenstraße und Teil der Bundesstraße 16.

## Geschichte

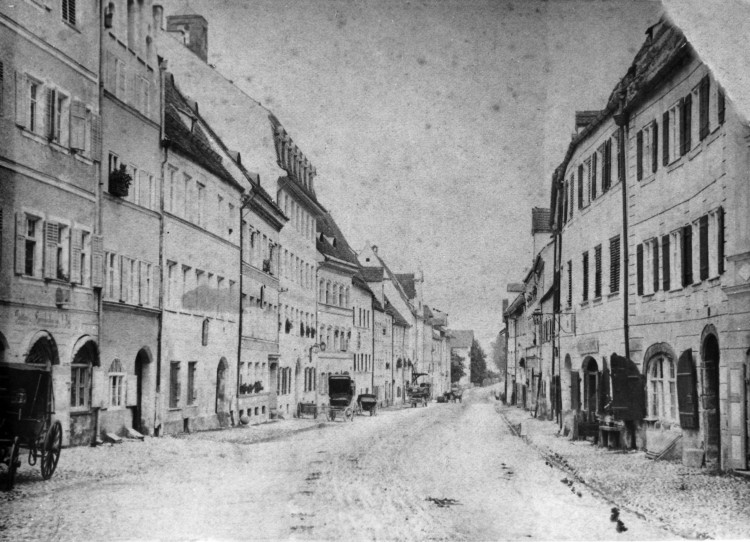
Historische Ansicht, Blick nach Norden (vor 1890)

Die Reichenstraße verläuft auf der Trasse der Römerstraße Via Claudia Augusta. Sie ist die einzig gerade Straße der Altstadt, was typisch für die Römer ist, während die anderen Straßen mehr oder weniger gebogen sind, wodurch der Wind besser gebrochen wird. Eine im 14. Jahrhundert übliche Bezeichnung als „des Reiches Straße“ deutet auf die Herkunft des Namens von ihrer Eigenschaft als Teil einer Reichsstraße hin. Eine mindestens bis ins 17. Jahrhundert zurückreichenden Bezeichnung als „reiche Gasse“ könnte auf eine spätere Namensumdeutung hinweisen, die vom stattlichen Erscheinungsbild der Straße und ihrer Häuser beeinflusst wurde.  Die Reichenstraße war Hauptstraße der Stadt und als Teil der Handelsroute über den Fernpass Hauptdurchgangsstraße durch Füssen.
An ihrem Anfang im Stadtzentrum, in den heutigen Platz gegenüber dem Stadtbrunnen hineinragend, stand bis 1837/1839 das spätgotische alte Rathaus. An der Ecke zur Schrannengasse, der Stelle des heutigen Hauses Reichenstraße 30, stand bis Ende des 19. Jahrhunderts die Salzfaktorei mit Salzstadel. Das nördliche Ende der Straße bildete ab dem 14. Jahrhundert als Teil der Stadtbefestigung das Augsburger Tor (auch Kuglertor genannt), das 1864 abgerissen wurde. Der Abschnitt zwischen Schrannengasse und Augsburger Tor hieß früher Am Augsburger Tor oder Kuglergasse, der südliche Teil Reichengasse.
1909 erhielt sie im Rahmen der offiziellen Straßenbenennungen auf ihrer gesamten Länge den Namen Reichenstraße. Während der Zeit des Nationalsozialismus trug sie ein paar Jahre den Namen „Straße der SA“. 1980 wurde sie zusammen mit weiteren Straßen der Altstadt in eine Fußgängerzone umgewandelt.

## Sehenswürdigkeiten

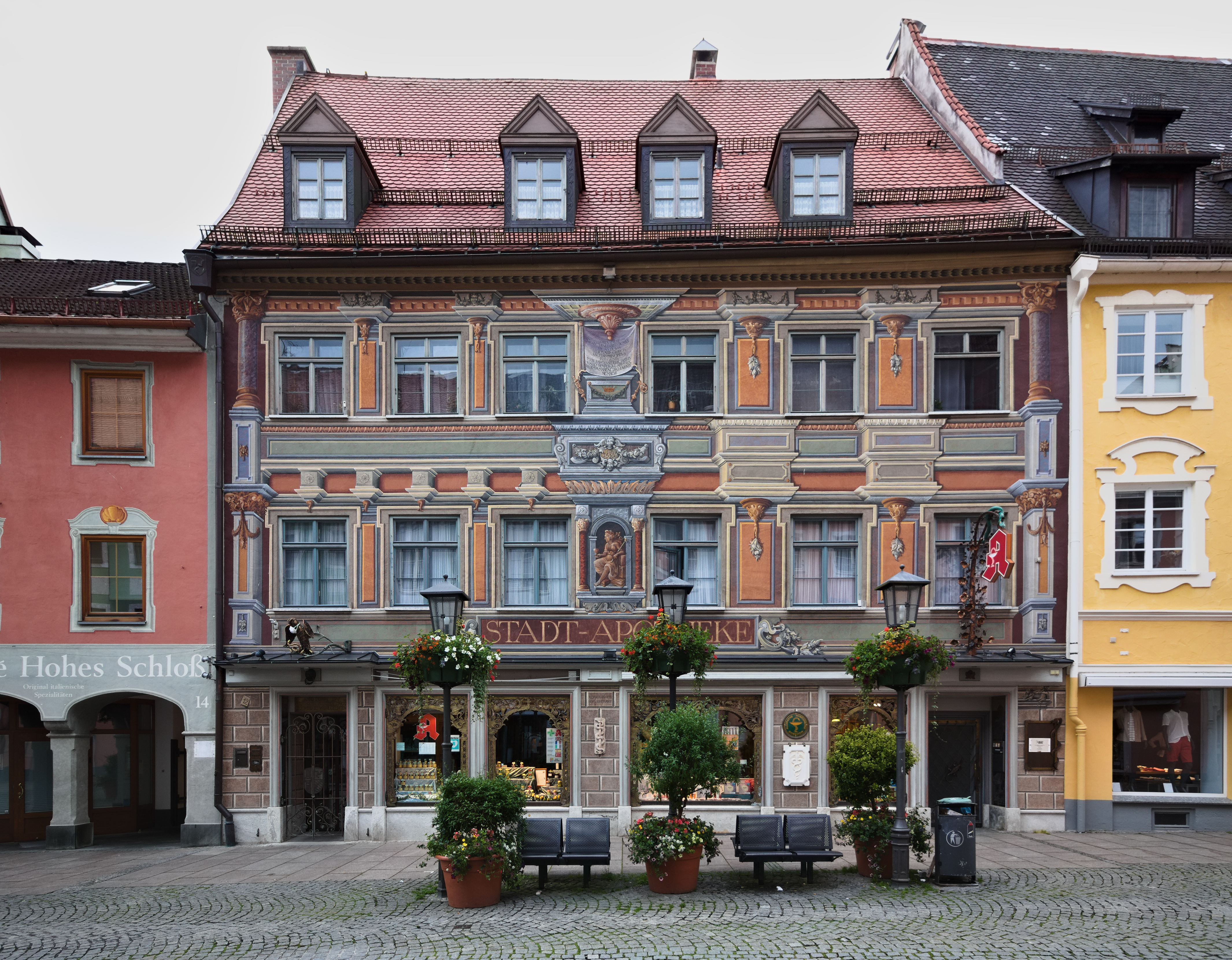
Stadtapotheke

An der Reichenstraße stehen mehrere denkmalgeschützte Wohn- und Geschäftshäuser, die teils bis ins 16. Jahrhundert datieren und steile, traufständige Satteldächer haben.

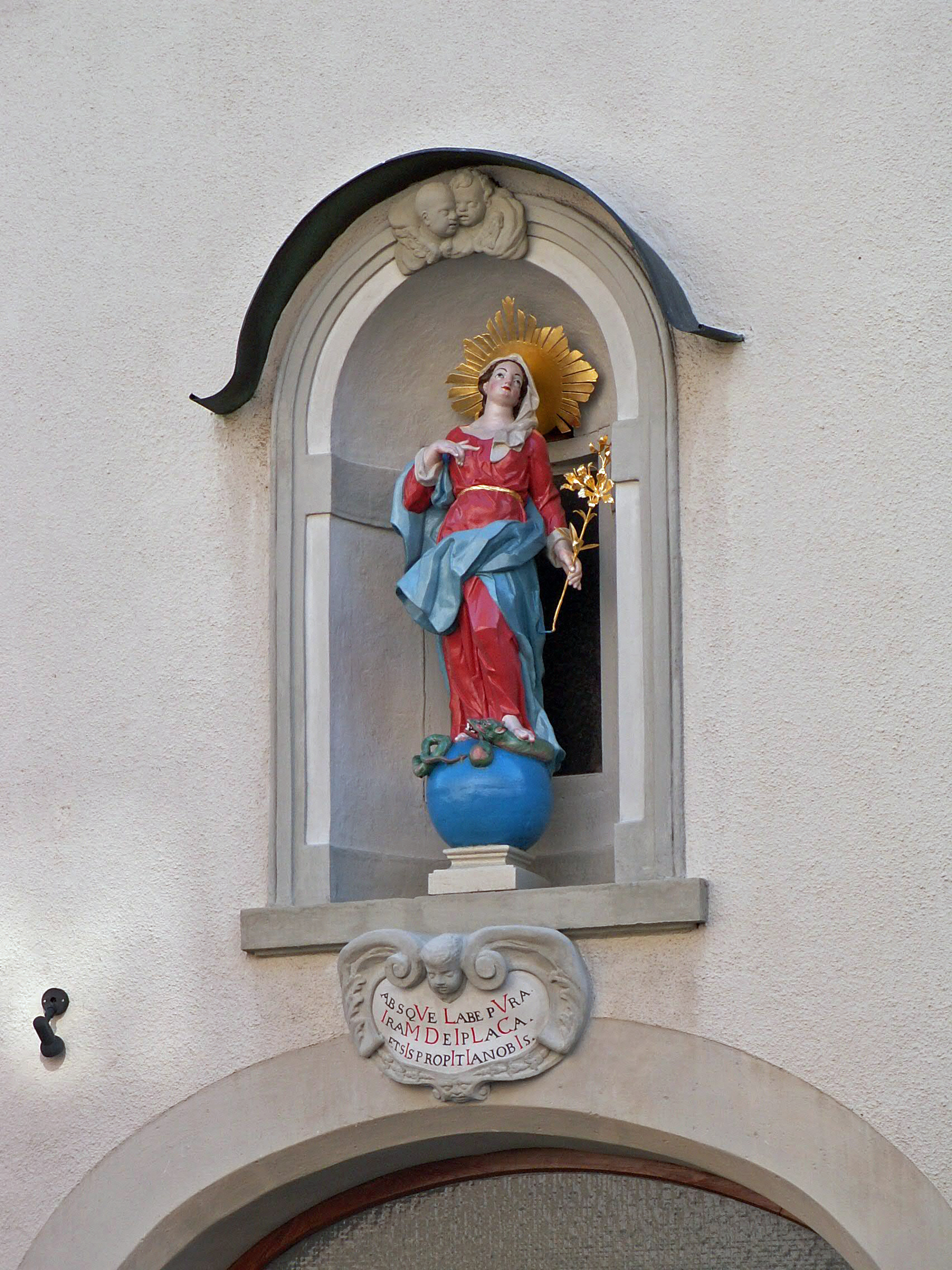
Anton Sturm zugeschriebene Hausfigur am ehemaligen Wohnhaus von Johann Georg Fischer

Am Platz am Anfang der Straße steht der Stadtbrunnen mit einer modernen Statue des hl. Magnus von Füssen. Nördlich davon erinnert ein Denkmal mit einer Büste von Sebastian Kneipp an den Kneippkurort Füssen, gegenüber ist ein Tastmodell der Füssener Altstadt.
Ein häufig fotografiertes Motiv ist die Stadtapotheke an der Reichenstraße 12. Obwohl die Apotheke eine lange Tradition hat, ist ihre reiche Fassadenbemalung modern und stammt laut Signatur aus dem Jahr 1996. Gegenüber der Einmündung der Schrannengasse liegt in die Häuserzeile eingebettet die barocke Krippkirche.
Siehe auch: Liste der Baudenkmäler in Füssen